# Bigene
Bigene är en ort i Guinea-Bissau. Den ligger i regionen Cacheu, i den nordvästra delen av landet, 60 km norr om huvudstaden Bissau och nära gränsen till Senegal. Folkmängden uppgår till cirka 1 600 invånare.

## Geografi
Bigene ligger 14 meter över havet. Terrängen runt Bigene är platt, och sluttar söderut. Runt Bigene är det ganska glesbefolkat, med 32 invånare per kvadratkilometer. Omgivningarna runt Bigene är huvudsakligen savann.